# Carlos Esterilla
Carlos Esterilla (Barbacoas, Nariño, Colombia; 7 de junio de 1997) es un futbolista colombiano. Juega como defensa.

## Trayectoria

### Boyacá Chicó
Comenzó en las divisiones menores de América de Cali e Independiente Santa Fe. En 2018 llegó al Boyacá Chicó y, vistiendo los colores del 'ajedrezado', realizó su debut en la Categoría Primera A el 25 de febrero de 2018, en la derrota de 0:1 contra Junior de Barranquilla en el Estadio Metropolitano Roberto Meléndez.

## Clubes
| Club         | País     | Año  |
| ------------ | -------- | ---- |
| Boyacá Chicó | Colombia | 2018 |

## Estadísticas
| Club                    | Temporada           | Liga  | Liga  | Copa Nacional | Copa Nacional | Copa Internacional | Copa Internacional | Total | Total | Prom. · |
| Club                    | Temporada           | Part. | Goles | Part.         | Goles         | Part.              | Goles              | Part. | Goles | Prom. · |
| ----------------------- | ------------------- | ----- | ----- | ------------- | ------------- | ------------------ | ------------------ | ----- | ----- | ------- |
| Boyacá Chicó · Colombia | 2018                | 6     | 0     | 0             | 0             | -                  | -                  | 6     | 0     | 0,00    |
| Boyacá Chicó · Colombia | Total               | 6     | 0     | 0             | 0             | 0                  | 0                  | 6     | 0     | 0,00    |
| Total en su carrera     | Total en su carrera | 6     | 0     | 0             | 0             | 0                  | 0                  | 6     | 0     | 0,00    |